# Yolanda Díaz Pérez
Yolanda Díaz Pérez, född 6 maj 1971 i Fene, Galicien, är sedan mars 2021 spansk arbetsmarknadsminister.
Hon är utbildad advokat och sedan unga år medlem av Spaniens kommunistiska parti (PCE). 2012 tog hon plats i det regionala parlamentet som representant för det nybildade Galiciska vänsteralternativet (AGE). 2015 valdes hon in i Spaniens kongress, dit hon sedan återvalts flera gånger på olika vänsterlistor.
18 maj 2022 presenterade Díaz en ny vänsterallians, Sumar bestående av totalt 15 partier, varav ett par ingick i Pedro Sánchez regeringskoalition. I det spanska parlamentsvalet 23 juli 2023 blev Sumar fjärde störst och en nyckelspelare i ett parlament utan tydlig majoritet för något block.
Under kyssaffären efter det spanska VM-guldet i fotboll 2023 försvarade Diaz, tillsammans med det spanska facket FUTPRO, landslagsspelaren Jennifer Hermoso.